# Basri Bajrami
Basri Bajrami (Smira Vitina, 16 oktober 1955) is een Belgische crimineel van Kosovaars-Albanese afkomst. Hij werd vooral bekend als lid van de bende van Patrick Haemers.

## Biografie
Bajrami was in 1989 betrokken bij de ontvoering van de Belgische ex-premier Paul Vanden Boeynants door de bende Haemers. Door een blunder werd hij op 14 februari 1989 als eerste door speurders gearresteerd. Bajrami had namelijk vanuit hun schuilplaats in Metz naar zijn vriendin gebeld en over de ontvoering gepraat, terwijl de politie zijn telefoon afluisterde.
Nadat alle leden waren gearresteerd werd in 1993 het proces tegen de bende Haemers voorbereid. Op 3 mei kon Basri Bajrami samen met Philippe Lacroix en Kapllan Murat uit de gevangenis van Sint-Gillis ontsnappen. Hierbij gijzelden ze een bewaker en de inspecteur-generaal van het Belgisch gevangeniswezen, Harry Van Oers, die ze als menselijk schild gebruikten terwijl ze wegreden. . Op 14 mei pleegde Haemers zelfmoord in zijn cel en enkele uren later werd ook Kapllan opgepakt. Bajrami werd pas in juli 1995 in Macedonië gearresteerd en op 28 juli van dat jaar aan België uitgeleverd. In 1996 werd hij tot levenslang veroordeeld.
In 2004 werd Bajrami uitgeleverd aan Kosovo waar hij nu als een vrij man rondloopt.